# Beisebol nos Jogos Pan-Americanos de 2015 - Masculino
O torneio masculino de beisebol nos Jogos Pan-Americanos de 2015 foi realizado entre 11 e 19 de julho no President's Choice Ajax Pan Am Ballpark. Sete equipes participaram do evento.

## Medalhistas
|  | CAN Canadá |  | USA Estados Unidos |  | CUB Cuba |
|  | Jasvir Rakkar Scott Richmond Andrew Albers Phillippe Aumont Shane Dawson Kellin Deglan Jeff Francis Tyson Gillies Shawn Hill Jesse Hodges Sean Jamieson Brock Kjeldgaard Jordan Lennerton Christopher Leroux Kyle Lotzkar Jared Mortensen Tyler O'Neill Peter Orr Christopher Robinson Evan Rutckyj Timothy Smith Skyler Stromsmoe Rene Tosoni Brock Dykxhoorn |  | Tyler Pastornicky Albert Almora Travis Jankowski Jeffery Bianchi Casey Kotchman Zach Eflin Nate Smith Brian Bogusevic Josh Hader Paul Sewald Thomas Murphy Jacob Wilson Buddy Baumann Casey Coleman Scott McGregor Jake Barrett Jake Thompson Brian Ellington Aaron Blair Patrick Kivlehan David Huff Johnathan Williamson Andrew Parrino Cameron Gallagher |  | Alfredo Despaigne Alexander Malleta Yosvany Alarcón Freddy Álvarez Lázaro Blanco Yorbis Borroto Yennier Cano Erly Casanova Frederich Cepeda José García Raúl González Yander Guevara Ismel Jiménez Yulexis La Rosa Yordan Manduley Héctor Mendoza Liván Moinelo Frank Morejón Rudy Reyes Roel Santos Yosbany Torres Yoennis Yera Urmaris Guerra William Saavedra |

## Formato
As sete equipes integraram um grupo único onde todas se enfrentaram, totalizando seis jogos. As quatro primeiras colocadas se classificaram as semifinais, com as vencedoras disputando a medalha de ouro e as perdedoras a de bronze.

## Primeira fase
|  | Equipes classificadas à fase final |

Todas as partidas seguem o fuso horário local (UTC-5).
| Seleção                  | J | V | D | C+ | C- | DC  |
| ------------------------ | - | - | - | -- | -- | --- |
| CAN Canadá               | 6 | 5 | 1 | 38 | 15 | +23 |
| USA Estados Unidos       | 6 | 4 | 2 | 33 | 22 | +11 |
| CUB Cuba                 | 6 | 4 | 2 | 41 | 23 | +18 |
| PUR Porto Rico           | 6 | 4 | 2 | 40 | 44 | –4  |
| DOM República Dominicana | 6 | 3 | 3 | 30 | 35 | –5  |
| NCA Nicarágua            | 6 | 1 | 4 | 22 | 43 | –21 |
| COL Colômbia             | 6 | 0 | 6 | 22 | 44 | –22 |

| 11 de julho 12:00 | Cuba | 10 – 3 Ficha | Colômbia | President's Choice Ajax Pan Am Ballpark, Ajax Público: 1 600 |

| 11 de julho 15:30 | Porto Rico | 10 – 9 Ficha | Estados Unidos | President's Choice Ajax Pan Am Ballpark, Ajax Público: 400 |

| 11 de julho 19:00 | República Dominicana | 1 – 4 Ficha | Canadá | President's Choice Ajax Pan Am Ballpark, Ajax Público: 3 522 |

| 12 de julho 12:00 | Nicarágua | 5 – 8 Ficha | República Dominicana | President's Choice Ajax Pan Am Ballpark, Ajax Público: 3 418 |

| 12 de julho 15:30 | Colômbia | 3 – 10 Ficha | Canadá | President's Choice Ajax Pan Am Ballpark, Ajax Público: 1 257 |

| 12 de julho 19:00 | Cuba | 2 – 5 Ficha | Estados Unidos | President's Choice Ajax Pan Am Ballpark, Ajax Público: 4 209 |

| 13 de julho 12:00 | Porto Rico | 1 – 8 Ficha | Cuba | President's Choice Ajax Pan Am Ballpark, Ajax Público: 2 133 |

| 13 de julho 15:30 | Estados Unidos | 5 – 3 Ficha | Colômbia | President's Choice Ajax Pan Am Ballpark, Ajax |

| 13 de julho 19:00 | Canadá | 6 – 4 Ficha | Nicarágua | President's Choice Ajax Pan Am Ballpark, Ajax Público: 4 327 |

| 14 de julho 12:00 | Nicarágua | 7 – 4 Ficha | Colômbia | President's Choice Ajax Pan Am Ballpark, Ajax Público: 1 357 |

| 14 de julho 15:30 | Porto Rico | 12 – 6 Ficha | República Dominicana | President's Choice Ajax Pan Am Ballpark, Ajax Público: 623 |

| 14 de julho 19:00 | Canadá | 3 – 1 Ficha | Cuba | President's Choice Ajax Pan Am Ballpark, Ajax Público: 4 638 |

| 15 de julho 12:00 | Estados Unidos | 6 – 0 Ficha | Nicarágua | President's Choice Ajax Pan Am Ballpark, Ajax Público: 1 038 |

| 15 de julho 15:30 | Colômbia | 7 – 8 Ficha | Porto Rico | President's Choice Ajax Pan Am Ballpark, Ajax Público: 738 |

| 15 de julho 19:00 | República Dominicana | 5 – 9 Ficha | Cuba | President's Choice Ajax Pan Am Ballpark, Ajax Público: 4 127 |

| 16 de julho 12:00 | República Dominicana | 6 – 4 Ficha | Estados Unidos | President's Choice Ajax Pan Am Ballpark, Ajax Público: 1 453 |

| 16 de julho 15:30 | Cuba | 11 – 6 Ficha | Nicarágua | President's Choice Ajax Pan Am Ballpark, Ajax Público: 1 027 |

| 16 de julho 19:00 | Canadá | 11 – 4 Ficha | Porto Rico | President's Choice Ajax Pan Am Ballpark, Ajax Público: 4 727 |

| 17 de julho 12:00 | Nicarágua | 3 – 5 Ficha | Porto Rico | President's Choice Ajax Pan Am Ballpark, Ajax Público: 724 |

| 17 de julho 16:00 | Colômbia | 1 – 4 Ficha | República Dominicana | President's Choice Ajax Pan Am Ballpark, Ajax Público: 573 |

| 17 de julho 19:00 | Estados Unidos | 4 – 1 Ficha | Canadá | President's Choice Ajax Pan Am Ballpark, Ajax Público: 4 761 |

## Fase final
|  | Semifinais          | Semifinais          |   |                     | Final               | Final |  |
|  |                     |                     |   |                     |                     |       |  |
|  | 18 de julho – 13:00 |                     |   |                     |                     |       |  |
|  | Cuba                | 5                   |   |                     |                     |       |  |
|  | Estados Unidos      | 6                   |   |                     |                     |       |  |
|  |                     |                     |   |                     |                     |       |  |
|  |                     |                     |   |                     | 19 de julho – 19:00 |       |  |
|  |                     |                     |   |                     | Estados Unidos      | 6     |  |
|  |                     | Canadá              | 7 |                     |                     |       |  |
|  |                     |                     |   |                     |                     |       |  |
|  |                     |                     |   |                     |                     |       |  |
|  |                     |                     |   |                     | 3º lugar            |       |  |
|  | 18 de julho – 19:00 | 18 de julho – 19:00 |   | 19 de julho – 13:00 | 19 de julho – 13:00 |       |  |
|  | Porto Rico          | 1                   |   | Cuba                | 7                   |       |  |
|  | Canadá              | 7                   |   |                     | Porto Rico          | 6     |  |

### Semifinais
| 18 de julho 13:00 | Cuba | 5 – 6 Ficha | Estados Unidos | President's Choice Ajax Pan Am Ballpark, Ajax Público: 4 702 |

| 18 de julho 19:00 | Porto Rico | 1 – 7 Ficha | Canadá | President's Choice Ajax Pan Am Ballpark, Ajax Público: 4 827 |

### Disputa pelo bronze
| 19 de julho 13:00 | Porto Rico | 6 – 7 Ficha | Cuba | President's Choice Ajax Pan Am Ballpark, Ajax Público: 4 914 |

### Final
| 19 de julho 19:00 | Estados Unidos | 6 – 7 Ficha | Canadá | President's Choice Ajax Pan Am Ballpark, Ajax Público: 5 489 |

## Classificação final
| Pos.              | Equipe                   | Campanha | Campanha | Campanha |
| Pos.              | Equipe                   | V        | D        |          |
| ----------------- | ------------------------ | -------- | -------- | -------- |
| Medalha de ouro   | CAN Canadá               | 7        | 1        |          |
| Medalha de prata  | USA Estados Unidos       | 5        | 3        |          |
| Medalha de bronze | CUB Cuba                 | 5        | 3        |          |
| 4                 | PUR Porto Rico           | 4        | 4        |          |
| 5                 | DOM República Dominicana | 3        | 3        |          |
| 6                 | NCA Nicarágua            | 1        | 4        |          |
| 7                 | COL Colômbia             | 0        | 6        |          |